# Фадеев, Сергей Максимович
Сергей Максимович Фадеев (21 сентября 1905, село Казис (?) Казанской губернии, теперь Арского района Республики Татарстан, Российская Федерация — 1955)  — советский деятель органов государственной безопасности, активный участник борьбы с УПА на Западной Украине, генерал-майор. Депутат Верховного Совета СССР 2-3-го созывов. Кандидат в члены ЦК КП(б)У в январе 1949 — сентябре 1952 г.

## Биография
Родился 9 (21) сентября 1905 года в Казанской губернии в селе Казис, недалеко от города Арск, в семье рабочего. Окончил начальную школу, с 1917 года работал служащим в советских учреждениях.
С 1922 г.  — служба в Рабоче-Крестьянской Красной Армии. Окончил начальную Военную школу имени Ленина.
С 1927 г.  — служба в войсках ОГПУ, пограничных войсках. Окончил Высшую пограничную школу. Принимал участие в боевых действиях на дальневосточных и западных границах СССР.
Член ВКП(б) с 1930 года.
В 1940 году окончил Военную академию РККА имени Фрунзе.
В 1940 — октябре 1941 г.  — начальник 25-го погранотряда НКВД Молдавского пограничного округа. Участник советско-немецкой войны. В ноябре 1941 — мае 1942 г.  — командир 95-го пограничного полка особого назначения войск НКВД Управления охраны войскового тыла Южного фронта.
В мае — июле 1942 г.  — начальник Управления войск НКВД по охране тыла Черноморской группы войск Закавказского фронта. В августе 1942—1945 г.  — начальник Управления войск НКВД охраны тыла Северо-Кавказского — 4-го Украинского (с 1944 года) фронта.
В сентябре 1945 — январе 1947 г.  — начальник Управления внутренних войск НКВД-МВД Украинского округа. В январе 1947 — мае 1951 г.  — начальник Управления внутренних войск МГБ Украинского округа. В мае 1951—1952 г.  — начальник Управления внутренней охраны МГБ Украинского округа.

## Звание
- майор (1941)
- полковник (1942)
- генерал-майор (20.12.1943)

## Награды
- орден Ленина
- три ордена Красного Знамени (21.02.1942,)
- орден Суворова 2-й ст. (23.05.1945)
- два ордена Кутузова 2-й ст. (16.05.1944, 21.04.1945)
- орден Отечественной войны 1-й ст. (25.10.1943)
- орден Красной Звезды (1941)
- медали